# Stožok
Stožok (bis 1927 slowakisch auch „Stožky“; ungarisch Dombszög – bis 1888 Sztossok) ist eine Gemeinde in der Mitte der Slowakei mit 1195 Einwohnern (Stand 31. Dezember 2024), die im Okres Detva, einem Teil des Banskobystrický kraj liegt.

## Geographie
Die Gemeinde befindet sich am linken Ufer der Slatina im Talkessel Zvolenská kotlina, in der Landschaft Podpoľanie. Das Ortszentrum liegt auf einer Höhe von 377 m n.m. und ist sechs Kilometer von Detva sowie 22 Kilometer von Zvolen entfernt.
Verkehrsmäßig ist Stožok über eine Abzweigung von der Staatsstraße 50, wo zudem der Standort einer Bushaltestelle ist, oder über den Bahnhof an der Bahnstrecke Salgótarján–Vrútky zu erreichen.

## Geschichte
Die Geschichte des Ortes ist verhältnismäßig jung, da er erst kurz nach 1773 als ein zusammenhängender Ort auf dem Gebiet des Herrschaftsguts Vígľaš entstand und einen Teil der in der Region verbreiteten Einzelhöfe (slowakisch regional lazy) ersetzte.

## Bevölkerung
| Jahr                | 1994 | 2004    | 2014     | 2024    |
| ------------------- | ---- | ------- | -------- | ------- |
| Anzahl der Personen | 720  | 704     | 1000     | 1195    |
| Unterschied         |      | −2,22 % | +42,04 % | +19,5 % |

| Jahr                | 2023 | 2024    |
| ------------------- | ---- | ------- |
| Anzahl der Personen | 1162 | 1195    |
| Unterschied         |      | +2,83 % |

Ergebnisse nach der Volkszählung 2001 (718 Einwohner):
| Nach Ethnie: - 98,33 % Slowaken | Nach Konfession: - 94,01 % römisch-katholisch - 3,62 % keine Angabe - 1,67 % konfessionslos |

## Bauwerke
- römisch-katholische Heilige-Familie-Kirche
- Glockenturm, 1863 erbaut